# Daniel Quiroga
Daniel Alberto Quiroga (Luján de Cuyo, provincia de Mendoza, Argentina) es un futbolista argentino, juega de volante central.

## Trayectoria
Debutó en el año 2005 jugando para Asociación Atlética Luján de Cuyo el Argentino A, tras el descenso de Lujan en 2009 pasó por Desamparados de San Juan de la mano de Ricardo Dillon y seis meses en Alumni de Villa María, 2010 pasó a préstamo por seis meses al club Deportivo Maipú para jugar el Argentino A. 

### Estudiantes de San Luis
En 2012 es fichado por el club puntano para jugar el Torneo del Interior 2012 del que saldría campeón, ya un año más tarde se consagró nuevamente campeón pero del argentino B, contribuyó marcando goles en partidos definitorios, como en semifinales ante Mitre de Santiago del Estero  y en la final de ida abriendo el marcador ante Atlético Policial de Catamarca para conseguir el ascenso al argentino A. Luego vendría el ascenso a la B nacional, donde jugaría 3 años y medio. 

### Lujan de Cuyo (Mendoza)
En septiembre de 2018, el volante firmó a préstamo para la institución granate hasta la finalización del torneo.

### Football Inter Club Association
En abril de 2019 ficharía por el Football Inter Club Association de la Ligue Haïtienne.

## Clubes
| Club                              | País      | Año                         | PJ  | Goles |
| --------------------------------- | --------- | --------------------------- | --- | ----- |
| Asociación Atlética Luján de Cuyo | Argentina | 2005 - 2010                 | 52  | 4     |
| Deportivo Maipú                   | Argentina | 2010                        | 3   | 0     |
| Estudiantes de San Luis           | Argentina | 2013 - 2018                 | 200 | 9     |
| Luján Sport Club                  | Argentina | Septiembre - diciembre 2018 | 12  | 0     |
| Football Inter Club Association   | Haití     | Abril de 2019 - actualidad  | 7   | 0     |

## Palmarés
| Título              | Club                 | País      | Año  |
| ------------------- | -------------------- | --------- | ---- |
| TDI 2012            | Sportivo Estudiantes | Argentina | 2012 |
| Argentino B 2012/13 | Sportivo Estudiantes | Argentina | 2013 |
| Federal A 2014      | Sportivo Estudiantes | Argentina | 2014 |